# グレンスミスの日記
「グレンスミスの日記」（グレンスミスのにっき）は、吸血鬼一族の物語を描いた萩尾望都のファンタジー漫画作品『ポーの一族』シリーズのうち、『別冊少女コミック』1972年8月号に掲載された短編作品、およびそこに登場する架空の日記の名称である。
『ポーの一族』シリーズの第3作にあたり、前作「ポーの村」の続編でもある。

## 解説
「ポーの村」に登場したグレンスミスの死後、末娘のエリザベスの苦難と悲哀に満ちた半生を描いた作品で、主人公のエドガー・ポーツネルは冒頭とラストの1ページずつとラストの手前の1コマにしか登場せず、シリーズにおいては番外編に近い性格の作品である。本作のラストでアラン・トワイライトが初登場するが、名前はまだ明らかにはされていない。ラストでメリーベル・ポーツネルの死が明らかにされ、次作品の「ポーの一族 (1972年の漫画)」の結末を予告している。
なお、本作でわずか24ページの中で密度の濃い内容を描ききっていることについて、後述するとおり他の漫画家から「グレンスミスの呪い」と呼ばれている。

## あらすじ
1899年、グレンスミス・ロングバード男爵が死去し、末娘のエリザベスは遺品整理の際に見つけた彼の日記を読むと、そこには不死の一族である吸血鬼「バンパネラ」が住むポーの村のことが記されていた。
翌1900年、エリザベスはドイツ人の音楽家、トニーと知り合い、親族たちの無言の冷たい承認のもと結婚しドイツに渡る。ベルリンの住まいで3人の娘が生まれささやかな幸せの日々が続くが、1914年7月、戦争が始まりトニーが徴兵され、不帰の人となる。また終戦後の1921年、次女ユーリエも17歳で急死する。 
翌1922年、三女のアンナが教師のピエール・ヘッセンと結婚し、エリザベスは彼らと一緒にブレーメンに移る。翌1923年、長男ピエールが誕生し、以後1932年の四女マルグリットの誕生まで4人の娘が生まれるが、1939年、再び戦争が始まり、一家はツェレに移ることにする。その引越しの最中、古いグレンスミスの日記を見つけたマルグリットに、エリザベスはポーの村の話を語って聞かせる。
1959年3月、エリザベスとアンナは既に亡くなっており、小説家になったマルグリットは父ピエールとブレーメンで暮らしながら、いつかグレンスミスの日記を発表したいと考えている。
一方、近くに住むマルグリットの甥（おい）のルイス・バードはグレンスミスの日記を読み、ポーの村の話に登場するバンパネラの少年が、同じ学校にいるエドガー・ポーツネルと同じ容姿と名前であることから、面白半分にエドガーに声をかけ、メリーベルという妹がいたらもっと面白くなると話したところ、メリーベルという妹がいたがずっと前に死んだと聞かされる。

## 日記の概要
グレンスミスの日記は、グレンスミスが20歳頃でまだ結婚する以前の1865年のときのもので、最初に恋歌で始まり、青春の日々、華やぐ乙女たちへの憧れや失恋などが綴られていた。
その中に7月4日に友人のラトランド伯からサン・ダウン城に招かれ、7日にポーの村に迷い込み誤ってメリーベルを撃ったこと、翌晩エドガーに血を吸われ、そこが不死の一族「バンパネラ」が住む村であったことなどが書かれており、エリザベスが日記を読んだ時点でそのページが繰り返し開かれ読まれた跡が見られた。

## 日記にまつわる出来事
- 1865年 グレンスミス・ロングバード男爵（20歳のころ）、ポーの村で2夜を過ごし、日記に記す。
- 1939年 マルグリット・ヘッセン、祖母エリザベスからグレンスミスの日記（ポーの村）の話を聞く。
- 1959年 マルグリットの甥ルイス・バード、グレンスミスの日記を読み、エドガーにメリーベルのことを尋ねる。
- 1960年 マルグリット、『グレンスミスの日記』発表[1]。
- 1964年 『グレンスミスの日記』英訳出版され、ドン・マーシャルはこれを読みマルグリットに会いに西ドイツに行く。同年2人は結婚[1]。
- 1965年 ドン・マーシャルとマルグリット、『バンパネラ狩り（ハント）』を共著で発表[1]。

## グレンスミスの呪い
今市子が「お気に入りのコミックス」として『ポーの一族』を採り上げ、その中で本作について、ずっと70ページくらいの作品かと思っていたが数え直してみるとたった24ページしかなく、それにも関わらず70ページくらいのボリュームを感じさせていたことから、周囲の人たちとともに“グレンスミスの呪い”と呼んでいることを紹介している。
よしながふみも作者との対談で、今市子が「グレンスミスの呪い」と呼んでいたことに触れ、本作について24ページでこんなに描けるんだという素晴らしさを感じたと述べている。